# Fleutiauxia glossophylla
Fleutiauxia glossophylla es una especie de insecto coleóptero de la familia Chrysomelidae.
Fue descrita científicamente en 1997 por Yang in Li, Zhang & Xiang.